# ألنكش
ألنكش هي قرية في مقاطعة كوثر، إيران. عدد سكان هذه القرية هو 194 في سنة 2006.